# Чорноусова
Чорноу́сова (рос. Черноусова) — присілок у складі Каменського міського округу Свердловської області.
Населення — 205 осіб (2010, 174 у 2002).
Національний склад станом на 2002 рік: росіяни — 86 %.